# 暗湧
《暗湧》，香港歌手王菲於1996年末派台的粵語歌曲，由陳輝陽作曲、編曲、林夕填詞，最早收錄於新藝寶唱片1996年12月發行的合輯《新藝寶典3: 超級家族》中。之後也收錄於1997年2月發行的王菲個人迷你專輯《玩具》及2015年的專輯《敷衍》中。

## 創作和發行背景
陳輝陽憶述，王菲的監製梁榮駿看中陳輝陽的曲作《明星般的男孩》，但陳輝陽想留給自己的組合「余力機構」，便提出另寫一首。他竭力想寫一首「像鄧麗君的歌」，曾研究過鄧麗君歌曲的音域和唱法，前後寫了約十稿。
又有指歌曲的創作靈感來自於米高·尼曼的《The Promise》。這是陳輝陽第二首正式發表的作品 ，也是其成名作，使他轉為全職音樂人。
這是林夕和陳輝陽的首次合作。試音帶上寫著暫定標題：undercurrent（暗湧），林夕填完詞後本想更名為《預感》，但因為試音帶的鋼琴樂音用回原標題。2006年，林夕受訪時說歌詞寫的是王菲的故事；同年又表示自己眾多詞作中，《暗湧》是他最喜歡的五首之一（還有《約定》、《假如讓我說下去》、《下一站天國》和《相愛很難》）。
歌曲在1996年錄製。1997年，新藝寶唱片為對抗王菲剛轉投的百代唱片，把包括《暗湧》在內的十首新曲分拆到迷你專輯《玩具》、《自便》、精選《菲賣品》、《faye best》裡。《暗湧》是《玩具》兩首主打派台曲之一，並推出據《無常》剪接而成的音樂錄影帶。2015年，王菲歌迷謝琦成立浮躁音樂公司，取得版權，把十首專輯曲編排成完整專輯《敷衍》發行，曲順是浮躁音樂與唱片公司商議的結果，《暗湧》位列第二首。

## 評論
歌曲獲形容為難得帶西洋古典音樂味的香港流行曲。流行組合C AllStar著有流行曲賞析書，指《暗湧》運用了3/4節拍，節奏急促緊湊，此起彼落的鋼琴「像一池平靜的湖水，水底裡卻翻騰洶湧」，間奏類似心跳的低音电子鼓亦是「神來之筆」。
在2006年的精選輯《林夕字傳》附帶的點評中，填詞人林若寧引林夕在專訪所述的「不停挖自己瘡疤，再在傷口上撒鹽」，認為他填詞時傾向投入自身感情和經歷，並評《暗湧》一詞「字字皆若不知由多少生關死劫熬成」。
詞評人黃志華認為林夕此詞受前輩盧國沾的賦情筆法（以賦，即鋪敘手法來曲折、層次豐富、動宕開合地寫出情感流程）影響:197-206。 
1998年3月黃耀明剛派台他翻唱的版本時，曾批評王菲唱得不好、太隨便，並表示其新唱法和編曲比較適合這首歌。另有批評指王菲把「囂」的字音（hiu1）唱成了「siu1」，後來黃氏更翻唱此曲作為關錦鵬導演作品《愈快樂愈墮落》的電影插曲。

## 香港派台成績
| 派台成績 | 派台成績 | 派台成績    | 派台成績   | 派台成績    | 派台成績    | 派台成績 |
| -------- | -------- | ----------- | ---------- | ----------- | ----------- | -------- |
| 唱片     | 歌曲     | 903專業推介 | RTHK龍虎榜 | 新城勁爆997 | TVB勁歌金榜 |          |
| 1996年   |          |             |            |             |             |          |
| 玩具     | 暗湧     | 1           | 7          | /           | -           |          |

## 現場演繹收錄源
- 1999年：演唱會專輯《唱遊大世界王菲香港演唱會 98-99》（音樂總監陳明道）
- 2004年：演唱會專輯《菲比尋常Live!》（音樂總監張亞東）

## 衍伸
- 1998年獲電影《愈快樂愈墮落》引為插曲，除了原版，還有由梁基爵編曲、黃耀明主唱的版本，曲風變成了慢板[16]而「迷離的電子音樂」[17]。他曾表示他是應電影要求翻唱此曲，成品出來後才喜歡上，而且只花了一日就完成編曲和錄製[14][18]，歌曲收錄於1998年的原聲帶《愈快樂愈墮落》及1999年的個人專輯《下世紀再嬉戲》中。此版備受討論，包括歌詞的涵義，如有影評人指《暗湧》帶香港九七回歸相關的政治隱喻，林夕則澄清原詞只發乎私人感情[19]，以及與原版的優劣比較等[20][21][22][10]。黃耀明另有林夕重新填詞的國語版，更名為《愈快樂愈墮落》，是電影在台灣上映時以及相關舞台劇的主題曲，收錄於原聲帶《愈快樂愈墮落》中。

- 2013年獲台灣歌手楊丞琳翻唱，由林夕重新填上國語詞，為同曲回應之作，收錄於專輯《為愛啟丞 影音雙搶先聽版》中[23]。

- 2016年陳輝陽舉行作品音樂會「少女的祈禱」，率女聲合唱團演唱包括《暗湧》在內的個人創作[24]。

- 2018年獲電視劇《東方華爾街》用為插曲，渲染女主角的死，成為熱話[25]。